# Itapetim
Itapetim est une municipalité brésilienne située dans l'État du Pernambouc.